# Пробуждение крыс
«Пробуждение крыс» (серб. Буђење пацова, на международных фестивалях англ. The Rats Woke Up) — фильм режиссёра Живоина Павловича. Одна из наиболее выразительных работ направления, известного как Югославская чёрная волна.

## Сюжет
Действие фильма разворачивается в условиях социалистической Югославии середины XX века: полу-полицейское государство, тотальная взаимная слежка. Весь комплекс этих проблем симметрично спроецирован на главного героя. Велимир Бамберг — мужчина средних лет находится в состоянии духовного и нравственного падения. Он ищет и не находит выход. Более того, он не имеет цели, которая сделала бы жизнь осмысленной. Метания от музицирования в любительском хоре до погружения в разврат и алкоголизм не приносят облегчения. Искренняя попытка влюбиться в соседскую женщину разбивается о её предательство и завершается ещё большим разочарованием.

## В ролях
- Северин Биелич — Велимир Бамберг
- Мирьяна Блашкович
- Любомир Чипранич
- Томания Дуричко
- Слободан Перович
- Павле Вуисич

## Награды и признание
- 1967 год — премия Серебряный медведь Лучшему режиссёру на Берлинском кинофестивале (был номинирован на премию Золотой медведь);
- 1967 год — несколько призов на национальном кинофестивале в Пуле (Югославия);
- Наряду с фильмом «Когда я буду мёртвым и белым» называется лучшей работой режиссёра в стилистике Югославской чёрной волны[1].